# نوریس‌تاون (آرکانزاس)
نوریس‌تاون (به انگلیسی: Norristown) یک منطقهٔ مسکونی در ایالات متحده آمریکا است که در شهرستان پوپ، آرکانزاس واقع شده‌است. نوریس‌تاون ۱۶۷٫۰۳ متر بالاتر از سطح دریا واقع شده‌است.